# Dżyrahowit
Dżyrahowit – wieś w Armenii, w prowincji Ararat. W 2011 roku liczyła 1072 mieszkańców.